# Гібралтар (шаховий турнір)

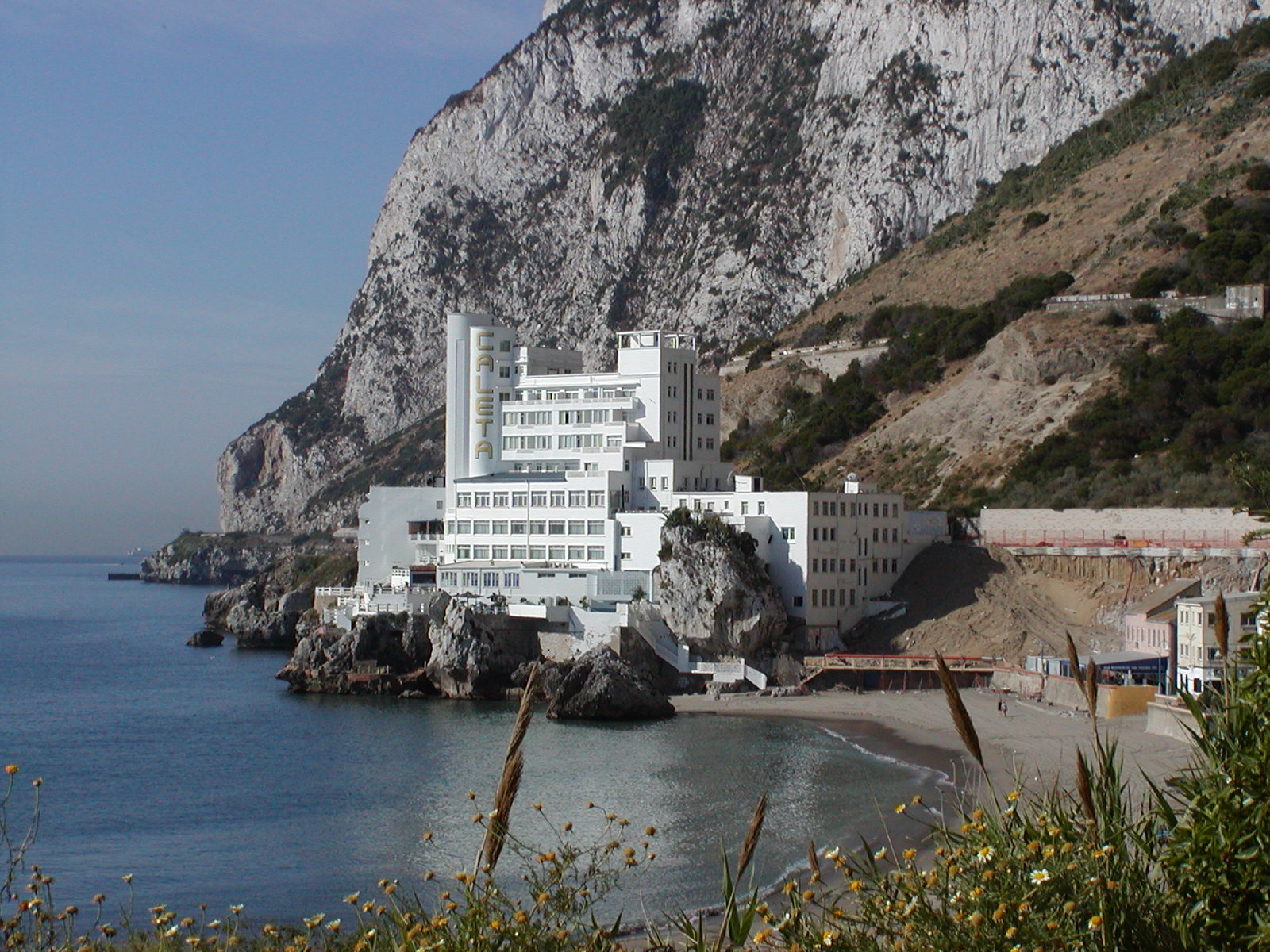
Готель Калета, місце проведення турніру

Gibraltar Chess Festival — щорічний відкритий шаховий турнір, що відбувається в Гібралтарі. Заснований в 2003 році та проводиться за фінансової підтримки телекомунікаційної компанії «Gibtelekom».
Турнір проходить в другій половині січня кожного року. Всі учасники, як чоловіки, так і жінки, залучені в загальному турнірі.
Характерною особливістю фестивалю є велике представництво провідних шахісток світу, в тому числі завдяки високій фінансової винагороді за призові місця в окремій жіночій класифікації.
Найбільше перемог (4 рази) здобув американець Хікару Накамура (2008, 2015, 2016, 2017). Тричі перемагав англієць Найджел Шорт (2003, 2004, 2012).
Найкращий результат показав український шахіст Василь Іванчук в 2011 році, набравши 9 очок з 10 можливих.
Найкращий результат серед жінок у тодішньої чемпіонки світу Хоу Іфань, яка в 2012 році набрала 8 очок з 10 можливих.

## Переможці турніру

### Загальна класифікація
| № з/п | Рік  | Переможець                                                                | Країна                                    | Результат | +     | −     | =       |
| ----- | ---- | ------------------------------------------------------------------------- | ----------------------------------------- | --------- | ----- | ----- | ------- |

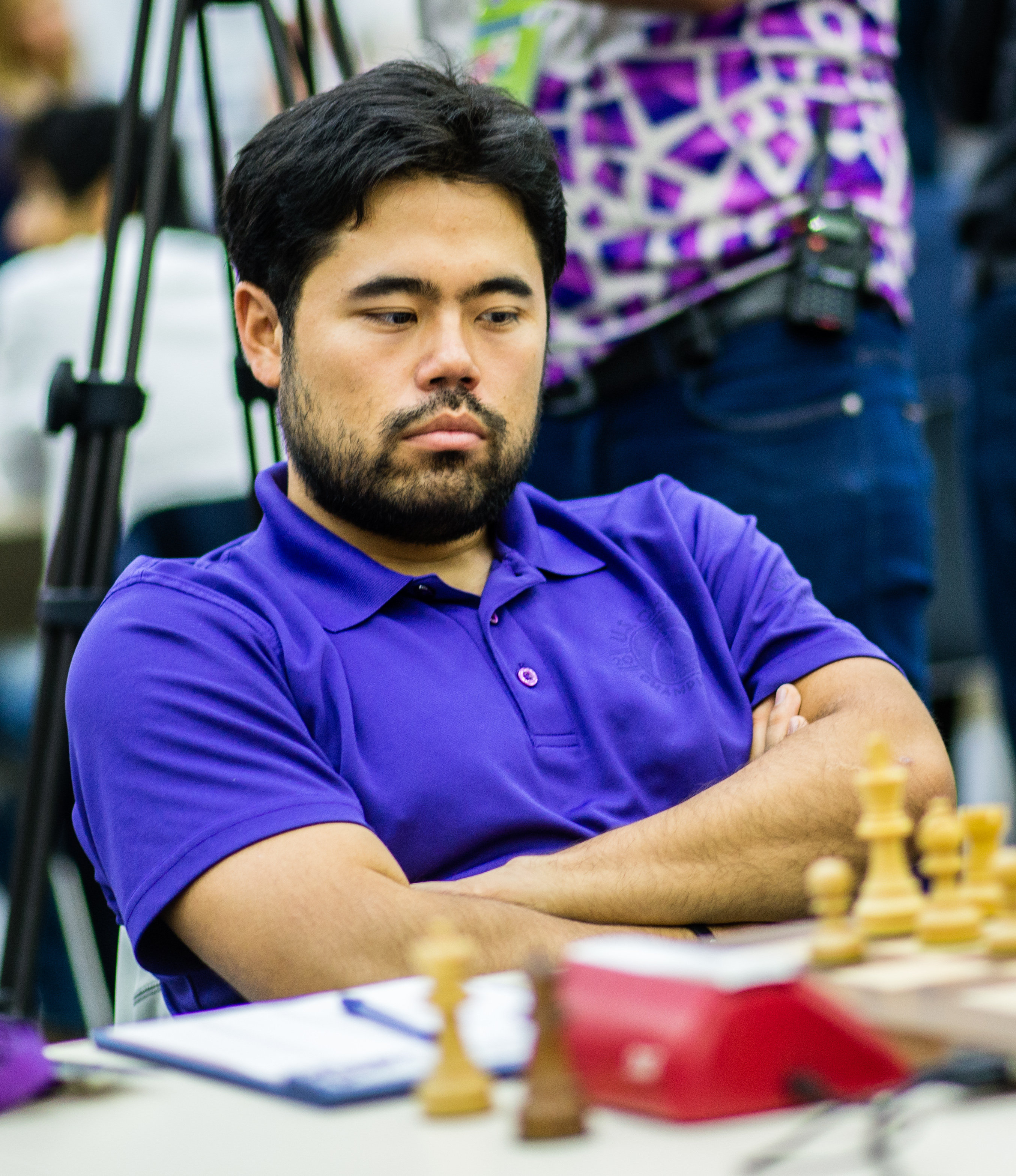
Хікару Накамура — 4-разовий переможець турніру

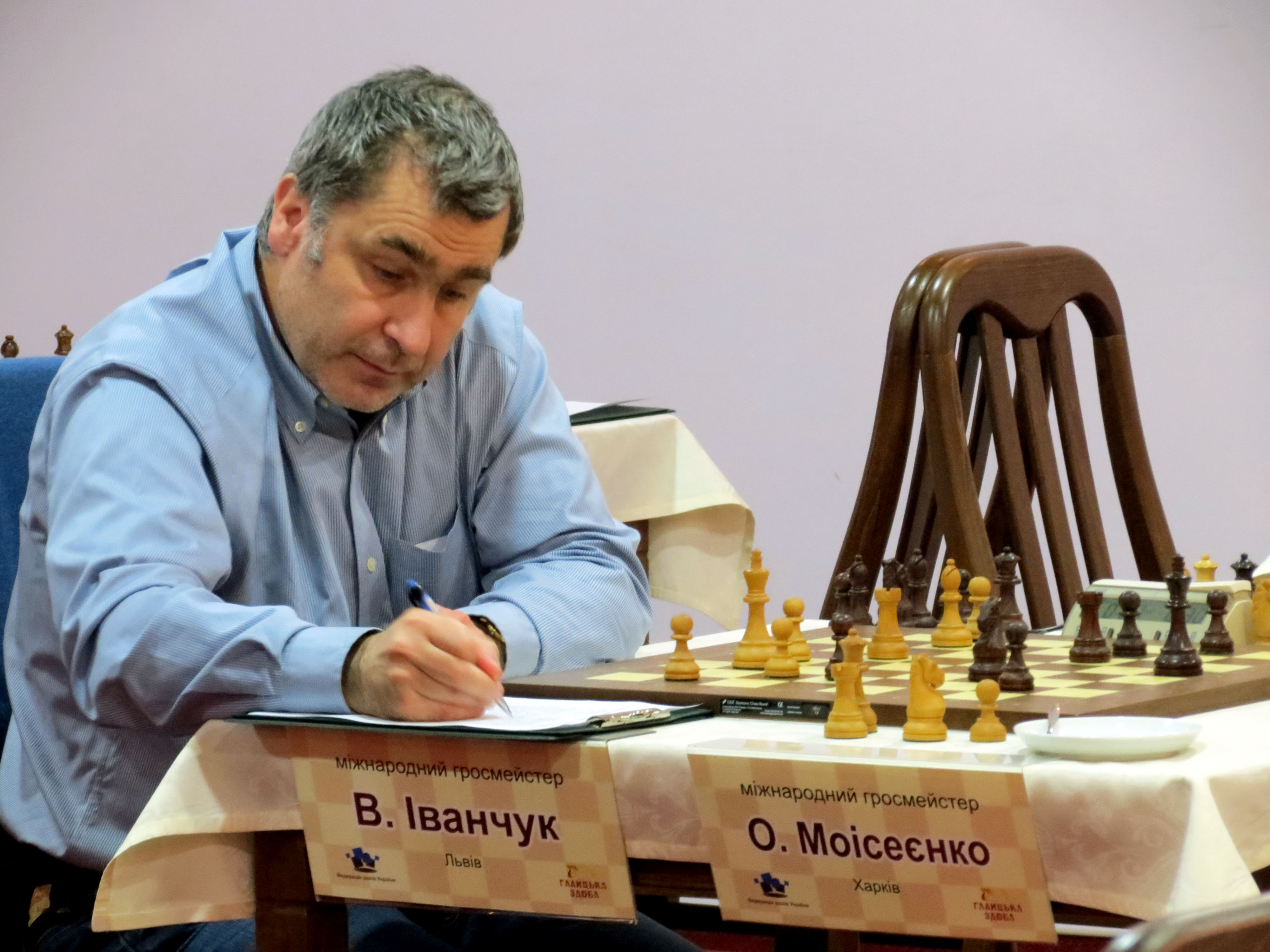
Василь Іванчук — показав найкращий результат у 2011 році (9/10)

| 1     | 2003 | Найджел Шорт Васіліос Котроніас                                           | Англія Греція                             | 7½ / 10   | 6     | 1     | 3 3     |
| 2     | 2004 | Найджел Шорт                                                              | Англія                                    | 8 / 10    | 6     | 0     | 4       |
| 3     | 2005 | Левон Аронян Захар Єфименко Кирил Георгієв Олексій Широв Еміль Сутовський | Вірменія Україна Болгарія Іспанія Ізраїль | 7½ / 10   | 5 6 5 | 0 1 0 | 5 3 5 5 |
| 4     | 2006 | Кирил Георгієв                                                            | Болгарія                                  | 8½ / 10   | 7     | 0     | 3       |
| 5     | 2007 | Володимир Акопян                                                          | Вірменія                                  | 7½ / 9    | 7     | 1     | 1       |
| 6     | 2008 | Хікару Накамура                                                           | США                                       | 8 / 10    | 7     | 1     | 2       |
| 7     | 2009 | Петро Свідлер                                                             | Росія                                     | 8 / 10    | 6     | 0     | 4       |
| 9     | 2010 | Майкл Адамс                                                               | Англія                                    | 7½ / 10   | 5     | 0     | 5       |
| 10    | 2011 | Василь Іванчук                                                            | Україна                                   | 9 / 10    | 8     | 0     | 2       |
| 11    | 2012 | Найджел Шорт                                                              | Англія                                    | 8 / 10    | 6     | 0     | 4       |
| 12    | 2013 | Микита Вітюгов                                                            | Росія                                     | 8 / 10    | 6     | 0     | 4       |
| 13    | 2014 | Іван Чепарінов                                                            | Болгарія                                  | 8 / 10    | 6     | 0     | 4       |
| 14    | 2015 | Хікару Накамура                                                           | США                                       | 8½ / 10   | 7     | 0     | 3       |
| 15    | 2016 | Хікару Накамура                                                           | США                                       | 8 / 10    | 6     | 0     | 4       |
| 16    | 2017 | Хікару Накамура                                                           | США                                       | 8 / 10    | 6     | 0     | 4       |
| 17    | 2018 | Левон Аронян                                                              | США                                       | 7½ / 10   | 5     | 0     | 5       |
| 18    | 2019 | Владислав Артєм'єв                                                        | Росія                                     | 8½ / 10   | 7     | 0     | 3       |
| 19    | 2020 | Давид Паравян                                                             | Росія                                     | 7½ / 10   | 5     | 0     | 5       |

### Жіноча класифікація
| № з/п | Рік  | Переможець                                                                        | Країна                             | Результат | +         | −         | =         |
| ----- | ---- | --------------------------------------------------------------------------------- | ---------------------------------- | --------- | --------- | --------- | --------- |
| 1     | 2003 | -                                                                                 | -                                  | -         |           |           |           |
| 2     | 2004 | Піа Крамлінг                                                                      | Швеція                             | 6 / 10    | 4         | 2         | 4         |

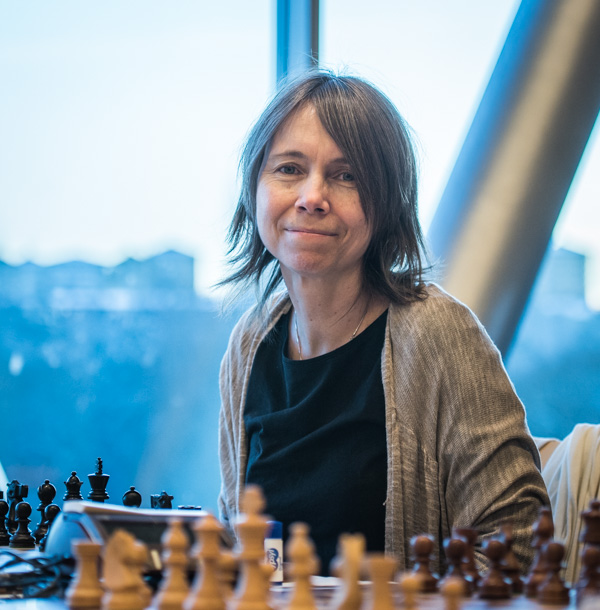
Піа Крамлінг — триразова переможниця турніру

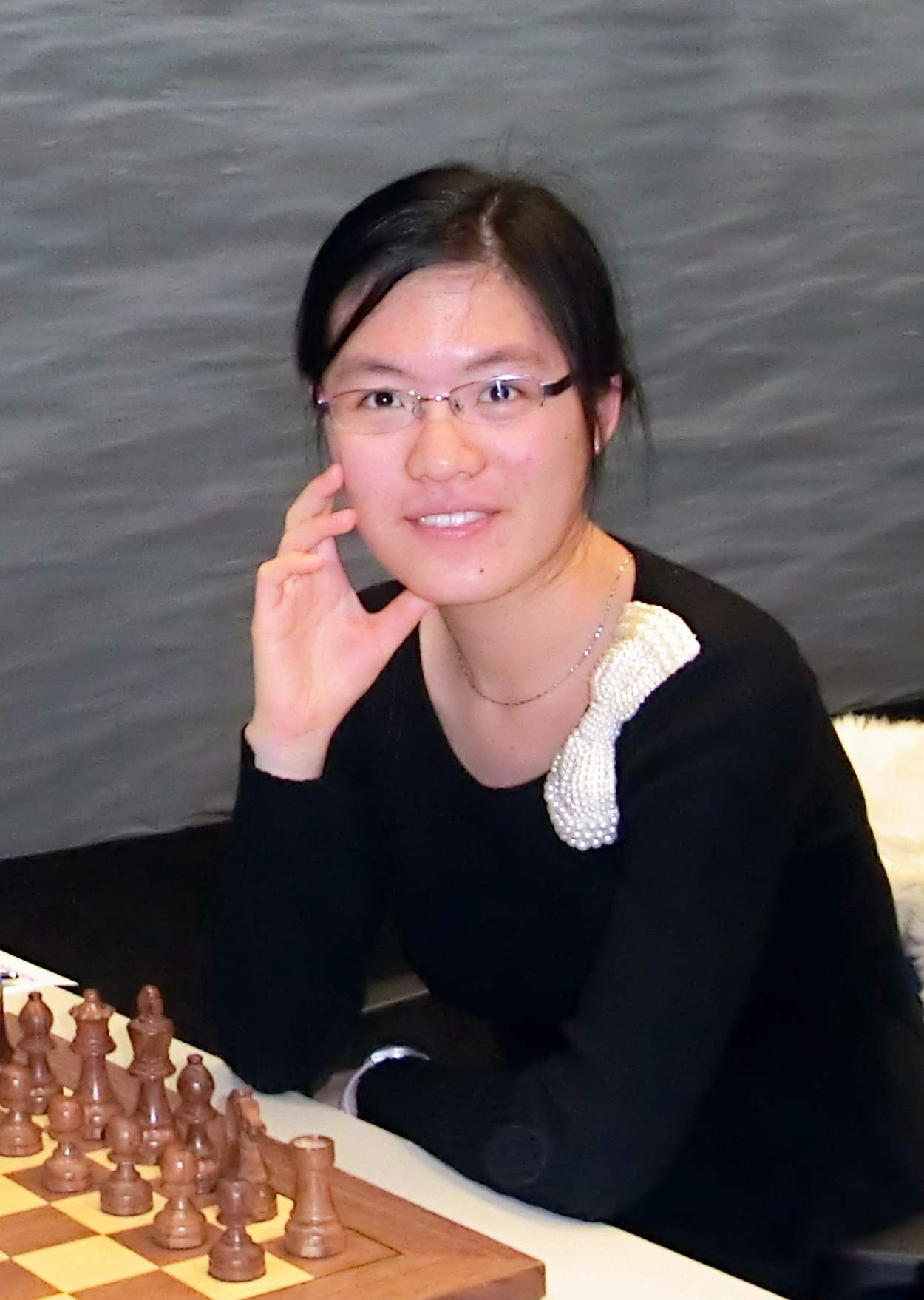
Хоу Іфань — дворазова переможниця турніру

| 3     | 2005 | Кетаван Арахамія Вікторія Чміліте Піа Крамлінг Ельміра Скрипченко Івета Радзієвіч | Грузія Литва Швеція Франція Польща | 6 / 10    | 5 4 5 4 5 | 3 2 3 2 3 | 2 4 2 4 2 |
| 4     | 2006 | Антоанета Стефанова Чжу Чень Наталя Жукова                                        | Болгарія КНР Україна               | 6½ / 10   | 5         | 2         | 3 3       |
| 5     | 2007 | Йованка Хоуска                                                                    | Англія                             | 6 / 9     | 5         | 2         | 2         |
| 6     | 2008 | Кетаван Арахамія Вікторія Чміліте Антоанета Стефанова Харіка Дронаваллі           | Грузія Литва Болгарія Індія        | 6½ / 10   | 5         | 2         | 3         |
| 7     | 2009 | Нана Дзагнідзе Антоанета Стефанова Піа Крамлінг                                   | Грузія Болгарія Швеція             | 7 / 10    | 5 6       | 1 2       | 4 2 2     |
| 9     | 2010 | Наталя Жукова Гампі Конеру                                                        | Україна Індія                      | 7 / 10    | 5         | 1         | 4         |
| 10    | 2011 | Нана Дзагнідзе Саломе Мелія                                                       | Грузія                             | 7 / 10    | 6 5       | 2 1       | 2 4       |
| 11    | 2012 | Хоу Іфань                                                                         | КНР                                | 8 / 10    | 7         | 1         | 2         |
| 12    | 2013 | Чжао Сюе                                                                          | КНР                                | 7½ / 10   | 5         | 0         | 5         |
| 13    | 2014 | Марія Музичук                                                                     | Україна                            | 7 / 10    | 6         | 2         | 2         |
| 14    | 2015 | Хоу Іфань                                                                         | КНР                                | 7½ /10    | 5         | 0         | 5         |
| 15    | 2016 | Анна Музичук                                                                      | Україна                            | 7 / 10    | 6         | 2         | 2         |
| 16    | 2017 | Цзюй Веньцзюнь                                                                    | КНР                                | 7 / 10    | 6         | 2         | 2         |
| 17    | 2018 | Піа Крамлінг                                                                      | Швеція                             | 6½ / 10   | 3         | 0         | 7         |
| 18    | 2019 | Тань Чжун'ї                                                                       | КНР                                | 7 / 10    | 5         | 1         | 4         |
| 19    | 2020 | Тань Чжун'ї                                                                       | КНР                                | 7 / 10    | 5         | 1         | 4         |

## Турніри за роками

### Гібралтар 2003
Переможцями першого турніру Gibtelecom Festival стали Найджел Шорт і Васіліос Котроніас. Серед жінок найвищого результату досягнула угорська шахістка Нора Медведьї.
У таблиці вказано учасників, які набрали від 6½ та більше очок
| Місце | Шахіст             | Країна     | Рейтинг | Очки | Сер. рейт. суп. |
| ----- | ------------------ | ---------- | ------- | ---- | --------------- |
| 1     | Васіліос Котроніас | Кіпр       | 2573    | 7½   | 2547            |
| 2     | Найджел Шорт       | Англія     | 2690    | 7½   | 2526            |
| 3     | Младен Палач       | Хорватія   | 2591    | 7    | 2487            |
| 4     | Джон Шоу           | Шотландія  | 2470    | 7    | 2433            |
| 5     | Володимир Єпішин   | Росія      | 2626    | 6½   | 2495            |
| 6     | Дерріл Йохансен    | Австралія  | 2487    | 6½   | 2493            |
| 7     | Ендрю Леджер       | Англія     | 2397    | 6½   | 2474            |
| 8     | Шарунас Шулскіс    | Литва      | 2567    | 6½   | 2539            |
| 9     | Сергій Тівяков     | Нідерланди | 2635    | 6½   | 2494            |

### Гібралтар 2004
Одноосібну перемогу на головному турнірі здобув Найджел Шорт. Серед жінок головний приз виборола Піа Крамлінг.
У таблиці вказано учасників, які набрали від 6½ та більше очок
| Місце | Шахіст                     | Країна        | Рейтинг | Очки | Сер. рейт. суп. |
| ----- | -------------------------- | ------------- | ------- | ---- | --------------- |
| 1     | Найджел Шорт               | Англія        | 2702    | 8    | 2540            |
| 2     | Сур'я Шехар Гангулі        | Індія         | 2541    | 7½   | 2530            |
| 3     | Олексій Дрєєв              | Росія         | 2682    | 7    | 2529            |
| 4     | Пентала Харікрішна         | Індія         | 2582    | 7    | 2489            |
| 5     | Пітер Веллс                | Англія        | 2493    | 7    | 2484            |
| 6     | Теяс Бакре                 | Індія         | 2446    | 6½   | 2504            |
| 7     | Мюррей Чандлер             | Нова Зеландія | 2508    | 6½   | 2521            |
| 8     | Сальвадор Дель Ріо Анхеліс | Іспанія       | 2504    | 6½   | 2395            |
| 9     | Джон Еммс                  | Англія        | 2501    | 6½   | 2444            |
| 10    | Володимир Єпішин           | Росія         | 2633    | 6½   | 2443            |
| 11    | Абгіджіт Кунте             | Індія         | 2512    | 6½   | 2529            |
| 12    | Олексій Кузьмін            | Росія         | 2570    | 6½   | 2439            |
| 13    | Пол Мотвані                | Шотландія     | 2537    | 6½   | 2485            |
| 14    | Чанда Сандіпан             | Індія         | 2522    | 6½   | 2542            |
| 15    | Боян Вучкович              | Сербія        | 2511    | 6½   | 2492            |

### Гібралтар 2005
Перший приз у головному турнірі поділили п'ять учасників: Левон Аронян, Захар Єфименко, Кіріл Георгієв, Олексій Широв і Еміль Сутовський. Серед жінок переможниць також було п'ятеро: Кетеван Арахамія, Піа Крамлінг, Вікторія Чміліте, Ельміра Скрипченко та Івета Радзієвич.
У таблиці вказано учасників, які набрали від 7 та більше очок
| Місце | Шахіст             | Країна   | Рейтинг | Очки | Сер. рейт. суп. |
| ----- | ------------------ | -------- | ------- | ---- | --------------- |
| 1     | Левон Аронян       | Вірменія | 2684    | 7½   | 2577            |
| 2     | Захар Єфименко     | Україна  | 2601    | 7½   | 2569            |
| 3     | Кіріл Георгієв     | Болгарія | 2654    | 7½   | 2547            |
| 4     | Олексій Широв      | Іспанія  | 2713    | 7½   | 2533            |
| 5     | Еміль Сутовський   | Ізраїль  | 2669    | 7½   | 2543            |
| 6     | Олександр Арещенко | Україна  | 2570    | 7    | 2491            |
| 7     | Деніел Гормаллі    | Англія   | 2472    | 7    | 2542            |
| 8     | Васіліос Котроніас | Греція   | 2585    | 7    | 2490            |
| 9     | Хікару Накамура    | США      | 2613    | 7    | 2535            |
| 10    | Габріел Саркісян   | Вірменія | 2602    | 7    | 2549            |

### Гібралтар 2006
В головному турнірі одноосібну перемогу здобув Кіріл Георгієв. Серед жінок перший приз поділили троє учасниць: Антоанета Стефанова, Джу Чен і Наталя Жукова.
У таблиці вказано учасників, які набрали від 7 та більше очок
| Місце | Шахіст             | Країна    | Рейтинг | Очки | Сер. рейт. суп. |
| ----- | ------------------ | --------- | ------- | ---- | --------------- |
| 1     | Кіріл Георгієв     | Болгарія  | 2645    | 8½   | 2538            |
| 2     | Найджел Шорт       | Англія    | 2676    | 7½   | 2485            |
| 3     | Еміль Сутовський   | Ізраїль   | 2624    | 7½   | 2458            |
| 4     | Володимир Акопян   | Вірменія  | 2704    | 7    | 2533            |
| 5     | Олександр Арещенко | Україна   | 2670    | 7    | 2480            |
| 6     | Захар Єфименко     | Україна   | 2666    | 7    | 2457            |
| 7     | Михайло Гуревич    | Туреччина | 2629    | 7    | 2531            |
| 8     | Золтан Дьїмеші     | Угорщина  | 2602    | 7    | 2540            |
| 9     | Олексій Широв      | Іспанія   | 2709    | 7    | 2461            |
| 10    | Сергій Волков      | Росія     | 2629    | 7    | 2497            |

### Гібралтар 2007
У головному турнірі одноосібну перемогу здобув Володимир Акопян. Серед жінок перше найкращий результат показала Джованка Хоуска.
У таблиці вказано учасників, які набрали від 6½ та більше очок
| Місце | Шахіст               | Країна     | Рейтинг | Очки | Сер. рейт. суп. |
| ----- | -------------------- | ---------- | ------- | ---- | --------------- |
| 1     | Володимир Акопян     | Вірменія   | 2700    | 7½   | 2472            |
| 2     | Олександр Арещенко   | Україна    | 2644    | 7    | 2500            |
| 3     | Хікару Накамура      | США        | 2651    | 7    | 2468            |
| 4     | Еміль Сутовський     | Ізраїль    | 2629    | 7    | 2507            |
| 5     | Майкл Адамс          | Англія     | 2735    | 6½   | 2559            |
| 6     | Мохаммед Аль-Модіахі | Катар      | 2556    | 6½   | 2489            |
| 7     | Захар Єфименко       | Україна    | 2616    | 6½   | 2568            |
| 8     | Яан Ельвест          | США        | 2610    | 6½   | 2467            |
| 9     | Михайло Гуревич      | Туреччина  | 2635    | 6½   | 2489            |
| 10    | Юрій Кузубов         | Україна    | 2554    | 6½   | 2531            |
| 11    | Вадим Мілов          | Швейцарія  | 2665    | 6½   | 2487            |
| 12    | Мілош Павлович       | Сербія     | 2521    | 6½   | 2363            |
| 13    | Томас Рендл          | Англія     | 2366    | 6½   | 2426            |
| 14    | Роберт Ріс           | Нідерланди | 2403    | 6½   | 2379            |
| 15    | Михайло Ройз         | Ізраїль    | 2605    | 6½   | 2522            |
| 16    | Чанда Сандіпан       | Індія      | 2561    | 6½   | 2422            |
| 17    | Іван Соколов         | Нідерланди | 2652    | 6½   | 2550            |

### Гібралтар 2008
2008 Gibtelecom Chess Festival пройшов з 22 по 31 січня. В головному турнірі перемогу здобув Хікару Накамура, який на тай-брейку здолав Бу Сянчжі.
У таблиці вказано учасників, які набрали від 7½ та більше очок
| Місце | Шахіст              | Очки | Країна    | Рейтинг | Перфоменс |
| ----- | ------------------- | ---- | --------- | ------- | --------- |
| 1     | Бу Сянчжі           | 8    | КНР       | 2691    | 2834      |
| 2     | Хікару Накамура     | 8    | США       | 2670    | 2747      |
| 3     | Олександр Арещенко  | 7½   | Україна   | 2645    | 2663      |
| 4     | Віорел Бологан      | 7½   | Молдова   | 2663    | 2680      |
| 5     | Захар Єфименко      | 7½   | Україна   | 2638    | 2687      |
| 6     | Гіта Нараянан Гопал | 7½   | Індія     | 2528    | 2703      |
| 7     | Михайло Гуревич     | 7½   | Туреччина | 2607    | 2635      |
| 8     | Ні Хуа              | 7½   | КНР       | 2680    | 2742      |
| 9     | Ван Хао             | 7½   | КНР       | 2665    | 2728      |

### Гібралтар 2009
Gibtelecom Chess Festival 2009 пройшов з 27 січня по 5 лютого. Переможцем головного турніру виявився Петро Свідлер, який на тай-брейку переміг Вадима Мілова.
У таблиці вказано учасників, які набрали від 7 та більше очок
| Місце | Шахіст              | Очки | Країна      | Рейтинг | Перфоменс |
| ----- | ------------------- | ---- | ----------- | ------- | --------- |
| 1     | Петро Свідлер       | 8    | Росія       | 2723    | 2829      |
| 2     | Вадим Мілов         | 8    | Швейцарія   | 2669    | 2769      |
| 3     | Вугар Гашимов       | 7½   | Азербайджан | 2723    | 2764      |
| 4     | Хікару Накамура     | 7½   | США         | 2699    | 2700      |
| 5     | Емануель Берг       | 7½   | Швеція      | 2606    | 2648      |
| 6     | Варужан Акопян      | 7½   | США         | 2619    | 2640      |
| 7     | Пентала Харікрішна  | 7    | Індія       | 2673    | 2694      |
| 8     | Нана Дзагнідзе      | 7    | Грузія      | 2518    | 2675      |
| 9     | Іван Соколов        | 7    | Нідерланди  | 2657    | 2626      |
| 10    | Антоанета Стефанова | 7    | Болгарія    | 2557    | 2612      |
| 11    | Піа Крамлінг        | 7    | Швеція      | 2548    | 2511      |

### Гібралтар 2010
Gibtelecom Chess Festival 2010 проходив з 24 січня до 4 лютого. Переможцем головного турніру став Майкл Адамс, який на тай-брейку переміг Франсіско Вальєхо Понса.
У таблиці вказано учасників, які набрали від 7½ та більше очок
| Місце | Шахіст                 | Очки | Країна     | Рейтинг | Перфоменс |
| ----- | ---------------------- | ---- | ---------- | ------- | --------- |
| 1     | Ян Густафссон          | 7½   | Німеччина  | 2627    | 2769      |
| 2     | Майкл Адамс            | 7½   | Англія     | 2694    | 2764      |
| 3     | Франсіско Вальєхо Понс | 7½   | Іспанія    | 2705    | 2726      |
| 4     | Чанда Сандіпан         | 7½   | Індія      | 2622    | 2720      |
| 5     | Гата Камський          | 7½   | США        | 2693    | 2719      |
| 6     | Етьєн Бакро            | 7½   | Франція    | 2713    | 2713      |
| 7     | Сергій Мовсесян        | 7½   | Словаччина | 2708    | 2708      |
| 8     | Гіта Нараянан Гопал    | 7½   | Індія      | 2584    | 2656      |
| 9     | Александр Лендерман    | 7½   | США        | 2560    | 2652      |

### Гібралтар 2011
Tradewise Gibraltar Chess Festival 2011 відбувся з 24 січня по 3 лютого 2011 року в Гібралтарі. Головний турнір пройшов з 25 січня по 3 лютого. На старт турніру вийшли 232 учасники. 
 Переможцем турніру у відкритій категорії став українець Василь Іванчук. У жіночому заліку перемогу здобула шахістка з Грузії Нана Дзагнідзе.
У таблиці вказано учасників, які набрали від 7 та більше очок
| Місце | Шахіст                 | Країна    | Рейтинг | Очки | Перфоменс |
| ----- | ---------------------- | --------- | ------- | ---- | --------- |
| 1     | Василь Іванчук         | Україна   | 2764    | 9,0  | 2968      |
| 2     | Найджел Шорт           | Англія    | 2658    | 8,5  | 2883      |
| 3     | Кайдо Кюлаотс          | Естонія   | 2577    | 7,5  | 2750      |
| 4     | Михайло Ройз           | Ізраїль   | 2649    | 7,5  | 2743      |
| 5     | Фабіано Каруана        | Італія    | 2721    | 7,0  | 2681      |
| 6     | Нана Дзагнідзе         | Грузія    | 2550    | 7,0  | 2672      |
| 7     | Гіта Нараянан Гопал    | Індія     | 2597    | 7,0  | 2651      |
| 8     | Франсіско Вальєхо Понс | Іспанія   | 2698    | 7,0  | 2648      |
| 9     | Пентала Харікрішна     | Індія     | 2667    | 7,0  | 2647      |
| 10    | Кіріл Георгієв         | Болгарія  | 2669    | 7,0  | 2641      |
| 11    | Пабло Лафуенте         | Аргентина | 2561    | 7,0  | 2637      |
| 12    | Лівіу-Дітер Нісіпяну   | Румунія   | 2678    | 7,0  | 2629      |
| 13    | Саломе Мелія           | Грузія    | 2449    | 7,0  | 2610      |
| 14    | Георгій Качеїшвілі     | Грузія    | 2585    | 7,0  | 2608      |
| 15    | Віктор Ердош           | Угорщина  | 2593    | 7,0  | 2607      |
| 16    | В'ячеслав Іконніков    | Росія     | 2580    | 7,0  | 2598      |
| 17    | Віорел Йордаческу      | Молдова   | 2634    | 7,0  | 2538      |
| 18    | Александр Фієр         | Бразилія  | 2571    | 7,0  | 2538      |